# سنترال (آلاسکا)
سنترال (به انگلیسی: Central) شهری در ناحیه سرشماری یوکان-کویوکوک، آلاسکا ایالت آلاسکا است که جمعیت آن در سرشماری سال ۲۰۰۰ میلادی ۱۳۴ نفر بوده‌است.